# PRFoods
Die PRFoods AS ist ein estnisches Unternehmen der Fischverarbeitung mit Sitz in Suure-Rootsi auf der Ostseeinsel Saaremaa.
Das Unternehmen ist seit 2010 börsennotiert (damals als Premia Foods). Seit der Unternehmensübernahme der John Ross Jr. und Coln Valley Smokery (beide in Aberdeen) im Sommer 2017 ist das Unternehmen verstärkt international aktiv. Das Unternehmen kauft den Fisch in Estland, Norwegen und Dänemark. Produktionsstandorte befinden sich in Estland und im Vereinigten Königreich.
Die Fischzucht wurde Ende 2023 als Geschäftsaktivität beendet.
Im Geschäftsjahr 2023/24 lag der Umsatz bei 17,1 Millionen Euro, wobei ungefähr dreiviertel davon im Vereinigten Königreich umgesetzt wurden.